# Vườn quốc gia Lauwersmeer
Vườn quốc gia Lauwersmeer là một vườn quốc gia ở các tỉnh Groningen và Friesland, Hà Lan. Nó bao gồm các phần phía nam và phía đông của hồ nhân tạo Lauwersmeer (trước đây được gọi là Lauwerszee).

## Lịch sử
Ngày 25 tháng 5 năm 1969, biển Lauwers được khép kín và tách biệt với biển Wadden, kể từ đó nó đã được gọi là Lauwersmeer. Lauwersmeer dần dần trở thành một hồ nước ngọt và các loài động thực vật mới dần xuất hiện. Để bảo vệ khu vực thiên nhiên mới và non trẻ này, chính phủ đã quyết định đưa khu vực trở thành vườn quốc gia vào ngày 12 tháng 11 năm 2003.

## Động thực vật
Các loài thực vật ở đây bao gồm Dactylorhiza maculata, Parnassia (Cỏ Parnassus). Còn về động vật, vườn quốc gia có nhiều loài chim quý hiếm như là Cò thìa Á Âu, Ưng Montagu, Sẻ ngô râu, Oanh cổ xanh. Vào mùa đông, nhiều loài chim khác cũng đã tới đây để tránh rét và kiếm ăn như Vịt đầu vàng, Thiên nga nhỏ hay Ngỗng đeo kính. Để giữ cho nó có một cảnh quan mở và đa dạng, nhiều loài động vật ăn cỏ đã được đưa tới đây, ngoài ngựa và bò thông thường thì còn có giống ngựa Ba Lan (Konik) và bò núi cao.